# Michael Stich
Michael Detlef Stich (* 18. Oktober 1968 in Pinneberg) ist ein ehemaliger deutscher Tennisspieler und Olympiasieger. Er gewann insgesamt 18 Turniere im Einzel, darunter das Turnier von Wimbledon und die ATP-Weltmeisterschaft, sowie zehn Doppeltitel.

## Karriere als Spieler
Stich, der als Jugendlicher auch Fußball bei Raspo Elmshorn und beim SV Lieth spielte, erlernte das Tennisspielen im Alter von sechs Jahren und begann seine Karriere beim LTC Elmshorn (Deutscher Jugendmeister 1986) und ab 1987 beim Klipper THC in Hamburg. Seinen ersten Weltranglistenpunkt erlangte er 1987 bei einem Turnier in Lübeck-Travemünde. Er wurde in Elmshorn und Hamburg von Trainer Thies Röpcke betreut. 1988 wechselte Stich zu Iphitos München. Nach Abitur und Wehrdienst widmete er sich vollkommen dem Tennis. Der damalige bayerische Verbandstrainer Tom Würth warf ihm vor, nicht genügend an sich zu arbeiten. Stich arbeitete zeitweilig mit Tomáš Šmíd als Trainer zusammen, im Herbst 1990 wurde der Neuseeländer Mark Lewis sein Trainer. Stich wurde Profi, 1990 gewann er das ATP-Turnier von Memphis, sein erstes Grand-Prix-Turnier. Durch diesen Erfolg kletterte Stich auf den 56. Platz der Weltrangliste und war damit hinter Boris Becker und Carl-Uwe Steeb drittbester Deutscher. Anfang Januar 1991 verbesserte sich Stich durch seinen Endspieleinzug in Adelaide auf den 38. Platz und wurde in der Weltrangliste damit als zweitbester deutscher Spieler geführt.
Den Durchbruch schaffte er im Jahr 1991, als er nach seiner Halbfinalteilnahme bei den French Open in Paris erstmals in die Top Ten der Weltrangliste vorstieß. Wenige Wochen später gelang ihm der größte Erfolg seiner Karriere, als er beim Grand-Slam-Turnier von Wimbledon die gesamte Weltelite besiegte. Er schaltete nacheinander den frischgebackenen French-Open-Sieger Jim Courier (6:3, 7:6, 6:2), den Weltranglistenersten und Titelverteidiger Stefan Edberg aus Schweden (4:6, 7:6, 7:6, 7:6) und im Endspiel Boris Becker (6:4, 7:6, 6:4) aus. Er ist der bislang letzte männliche deutsche Wimbledonsieger im Einzel. „Nach Steffi Graf (…) und dem dreimaligen Sieger Becker geht jetzt mit Michael Stich ein dritter Name in die Annalen ein. Aus dem deutschen Tennis-Traumpaar ist ein Trio geworden“, ordnete das Hamburger Abendblatt die sportgeschichtliche Bedeutung von Stichs Wimbledonsieg ein. Mit 74 Siegen in 100 Spielen in jenem Jahr stieß er in die Weltspitze vor und belegte den vierten Weltranglistenrang. Für seine 1991 gezeigten Leistungen wurde Stich in Deutschland zum Sportler des Jahres gewählt.
Auch im Doppel feierte Stich große Erfolge und stand schon im Frühjahr 1991 unter den Top Ten (9. Weltranglistenplatz). An der Seite des ehemaligen Weltranglistenersten John McEnroe erreichte er 1992 das Halbfinale der US Open und gewann zuvor in Wimbledon in einem historischen Endspiel (301 Minuten = längstes Wimbledon-Doppelfinale der Geschichte) gegen Jim Grabb und Richey Reneberg mit 19:17 im entscheidenden fünften Satz. Damit ist er nicht nur der letzte deutsche Wimbledonsieger im Einzel; lange Zeit war er auch (bis zum Doppeltitel von Philipp Petzschner in Wimbledon 2010) der einzige Deutsche überhaupt, der die Doppelkonkurrenz eines Grand-Slam-Turniers gewinnen konnte. Gemeinsam mit Boris Becker gewann er wenige Wochen später bei den Olympischen Spielen von Barcelona die Goldmedaille im Herrentennis. Dafür wurden er und Boris Becker am 23. Juni 1993 mit dem Silbernen Lorbeerblatt ausgezeichnet.
1993 erreichte er den Höhepunkt seiner Karriere, als er bei der ATP-Weltmeisterschaft in Frankfurt am Main zum einzigen ungeschlagenen Weltmeister der 1990er-Jahre wurde. Er schlug im Finale Pete Sampras in vier Sätzen und krönte damit eine Saison, in der er sechs Turniere gewann und die er als Weltranglistenzweiter – diese Position hielt er insgesamt 28 Wochen – abschloss.
Ein Jahr später (1994) stand er bei den US Open zum zweiten Mal im Endspiel eines Grand-Slam-Turniers, das er gegen den späteren Weltranglistenersten Andre Agassi verlor.
Auch bei seinen Einsätzen für Deutschland kann Stich eine äußerst erfolgreiche Bilanz vorweisen. 1993 führte er das deutsche Team beim 4:1-Finalsieg über Australien nahezu im Alleingang zum Gewinn des Davis Cups. Zudem holte er gemeinsam mit Steffi Graf beim Hopman Cup den ersten Titel für Deutschland. Ein Jahr später sicherte er als Spitzenspieler Deutschland bei der offiziellen ATP-Mannschaftsweltmeisterschaft in Düsseldorf zusammen mit Bernd Karbacher, Patrik Kühnen und Karsten Braasch nach Siegen gegen Pete Sampras und Sergi Bruguera den Weltmeistertitel. Durch diesen Erfolg war er gleich zweifacher Weltmeister.
Anschließend ließen ihn schwere und langwierige Verletzungen in der Weltrangliste weit abrutschen. Bei den French Open 1996 feierte er als ungesetzter Spieler ein Comeback. Er besiegte den zu diesem Zeitpunkt auf Sand dominierenden Österreicher Thomas Muster in vier Sätzen und erreichte als erster Deutscher seit Henner Henkel 1937 das Endspiel, das er gegen Jewgeni Kafelnikow jedoch in drei äußerst umkämpften Sätzen verlor. Mit seiner offiziellen Ansprache bei der anschließenden Siegesfeier gewann er Sympathien in Frankreich, indem er diese als erster ausländischer Spieler auf Französisch hielt.
Im Laufe seiner Karriere gewann er als bislang einziger Deutscher Titel bei sämtlichen Turnieren in seiner Heimat. So erzielte er neben den bereits erwähnten Siegen in Frankfurt am Main (1993) und Düsseldorf (1994) einen viel beachteten Erfolg bei den German Open am Hamburger Rothenbaum (1993). Weitere Turniersiege feierte er in Stuttgart-Weißenhof (1991), beim Grand Slam Cup in München (1992), den Eurocard Open in Stuttgart (1993), den BMW Open in München (1994) und beim Rasenturnier im westfälischen Halle (1994).
Seinen Tiefpunkt als Tennisprofi erlebte er am 24. September 1995 im Davis-Cup-Halbfinale gegen Russland. Im entscheidenden letzten Match verlor er gegen Andrei Tschesnokow mit 12:14 im fünften Satz, nachdem er bei eigenem Aufschlag neun Matchbälle vergeben hatte. Nach einer 2:0-Führung, gesichert von Boris Becker gegen Tschesnokow und Stich gegen Kafelnikow, ging die Doppelpartie verloren. Während Becker seine Teilnahme im Einzel am Sonntag zurückzog, trat Stich an. Ersatzmann Bernd Karbacher hatte gegen Kafelnikow keine Chance. Es folgte Stichs Niederlage gegen Tschesnokow.
2018 wurde er in die International Tennis Hall of Fame aufgenommen.

## Karriereende
Michael Stich, der zu diesem Zeitpunkt als einer von nur sieben Spielern (außer ihm: Agassi, Becker, Michael Chang, Goran Ivanišević, Muster, Sampras) in den ersten sieben Jahren der 1990er-Jahre immer zumindest einen Einzeltitel pro Jahr gewinnen konnte, beendete seine Karriere 1997 in Wimbledon, wo er als 88. der Weltrangliste zum insgesamt neunten Mal (sechsmal im Einzel und dreimal im Doppel) in seiner Karriere bei einem Grand-Slam-Turnier im Halbfinale stand. In einem Fünfsatzmatch scheiterte er an Cédric Pioline.

## Verhältnis zu Boris Becker
Während seiner Karriere wurde Stich immer wieder damit konfrontiert, hinter Boris Becker nur der Zweite zu sein, der im Tennis Erfolge vorweisen konnte. In der Tat gelang es Stich im Unterschied zu dem ein Jahr älteren Becker nie, Weltranglistenerster zu werden; zudem gewann Becker sechs Grand-Slam-Turniere, Stich nur eines. Bestandteil fast jedes Interviews war daher die Frage nach seinem persönlichen Verhältnis zu Boris Becker, mit dem er gemeinsam 1992 Olympiasieger wurde. Ein besonderes Kuriosum war, dass der Schiedsrichter im Wimbledon-Finale 1991 laut vernehmlich Boris Becker als Sieger verkündete, obwohl gerade eben Michael Stich das Match gewonnen hatte (allerdings korrigierte der Schiedsrichter sich kurz darauf).
Andererseits kann Stich Erfolge vorweisen, die außer ihm kein zweiter Deutscher seit Einführung der Open-Ära erreicht hat:
- Turniersiege auf vier verschiedenen Bodenbelägen innerhalb eines Kalenderjahres (1991 und 1993)
- Gewinn aller in Deutschland zu dem Zeitpunkt stattfindenden Turniere im Laufe seiner Karriere

Außerdem gewann Stich mehrere Turniere auf Sand. Auf diesem Belag blieb Becker jeglicher Einzeltitel verwehrt. Darüber hinaus ist Stich im Gegensatz zu Becker einer von lediglich sechs Spielern (außerdem Sergi Bruguera, Richard Krajicek, Paul Haarhuis, Leander Paes und Roger Federer) seiner Generation, die eine positive Bilanz (5:4) in direkten Duellen gegen den ehemaligen Rekordsieger bei Grand-Slam-Turnieren Pete Sampras vorweisen können.
Während der 231 Tage, in denen Boris Becker in London im Gefängnis saß, erhielt dieser von Stich einen dreiseitigen, persönlichen Brief ins Gefängnis. Becker zeigte sich gleich nach der Haftentlassung in den Medien sehr gerührt und dankbar über diese Geste Stichs.

## Nach der aktiven Laufbahn
Im Jahr 2002 übernahm Stich für ein Jahr die Funktion des Teamchefs des deutschen Davis-Cup-Teams als Nachfolger von Carl-Uwe Steeb. Dabei bekam er kein festes Gehalt, sondern partizipierte an eventuellen Erfolgsprämien.
Von Anfang 2009 bis Sommer 2018 war er Direktor des Tennisturniers am Hamburger Rothenbaum, auch hier als Nachfolger von Carl-Uwe Steeb. Im April 2010 übernahm Michael Stich auch beim weltweit größten Challengerturnier, den Sparkassen Open in Braunschweig, den Posten des Turnierdirektors.
Seit 2024 ist er für Prime Video als TV-Experte bei den Wimbledon Championships tätig.

## Auszeichnungen

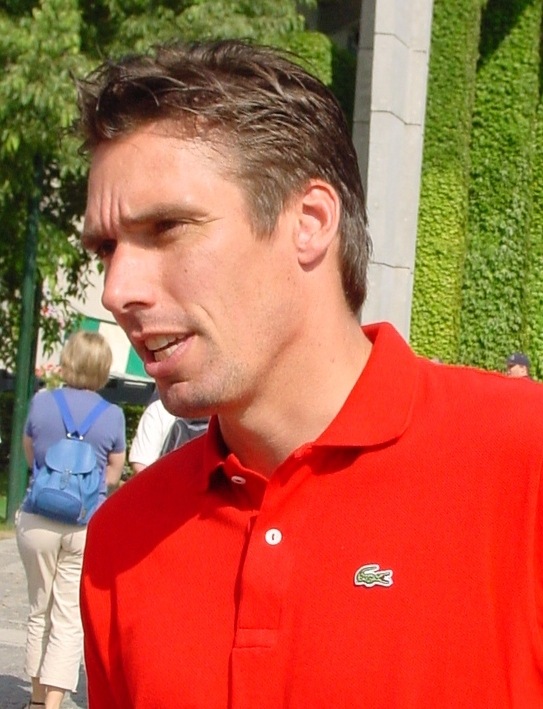
Michael Stich (2003)

1997 wurde Michael Stich vom Bundesverband Deutscher Stiftungen mit dem Deutschen Stifterpreis für seine Michael Stich Stiftung geehrt, die er ungewöhnlich jung mit 25 Jahren aus eigenem Einkommen geschaffen hatte. 1999 wurde Stich der Georg von Opel-Preis für sein Engagement als Sportler in sozialer Verantwortung verliehen. 
2006 erhielt Stich zunächst den Sport Bild Award in der Kategorie „Beste Sportvermarktung“ für den Drachenboot Cup auf der Hamburger Binnenalster zugunsten der Stiftung und wurde außerdem für sein soziales Engagement mit dem „Internationalen B.A.U.M.“ Sonderpreis ausgezeichnet. Michael Stich wurde 2007 für sein vorbildliches und soziales Engagement als „Hamburger des Jahres“ ausgezeichnet. Ebenfalls wurde 2007 die Stiftung für ihr Engagement mit dem Kiwanis Distriktpreis geehrt. Im Jahr 2008 erhielt er das Bundesverdienstkreuz am Bande für sein persönliches Engagement in der von ihm gegründeten Michael Stich Stiftung. Im Juni desselben Jahres wurde die Stiftung für ihren jährlich stattfindenden Drachenboot Cup als „Ausgewählter Ort 2008“ im Land der Ideen ausgezeichnet. Ebenfalls in dem Jahr wurde die Michael Stich Stiftung gemeinsam mit der Werbeagentur Jung von Matt mit dem „Social Effie“ für die Kampagne „Stimme gegen das Vergessen“ ausgezeichnet. Dazu kam noch, dass Stich für das Pilotprojekt „Prävention und Aufklärung an Hamburger Schulen“ zu HIV und AIDS zum „didacta-Bildungbotschaftler 2008“ ernannt wurde.
2015 wurde Stich in die Hall of Fame des deutschen Sports der Stiftung Deutsche Sporthilfe aufgenommen. 2018 erfolgte die Aufnahme in die International Tennis Hall of Fame. Im Dezember 2018 wurde Stich auf der Hamburger Sportgala mit dem Ehrenpreis ausgezeichnet.

## Privates

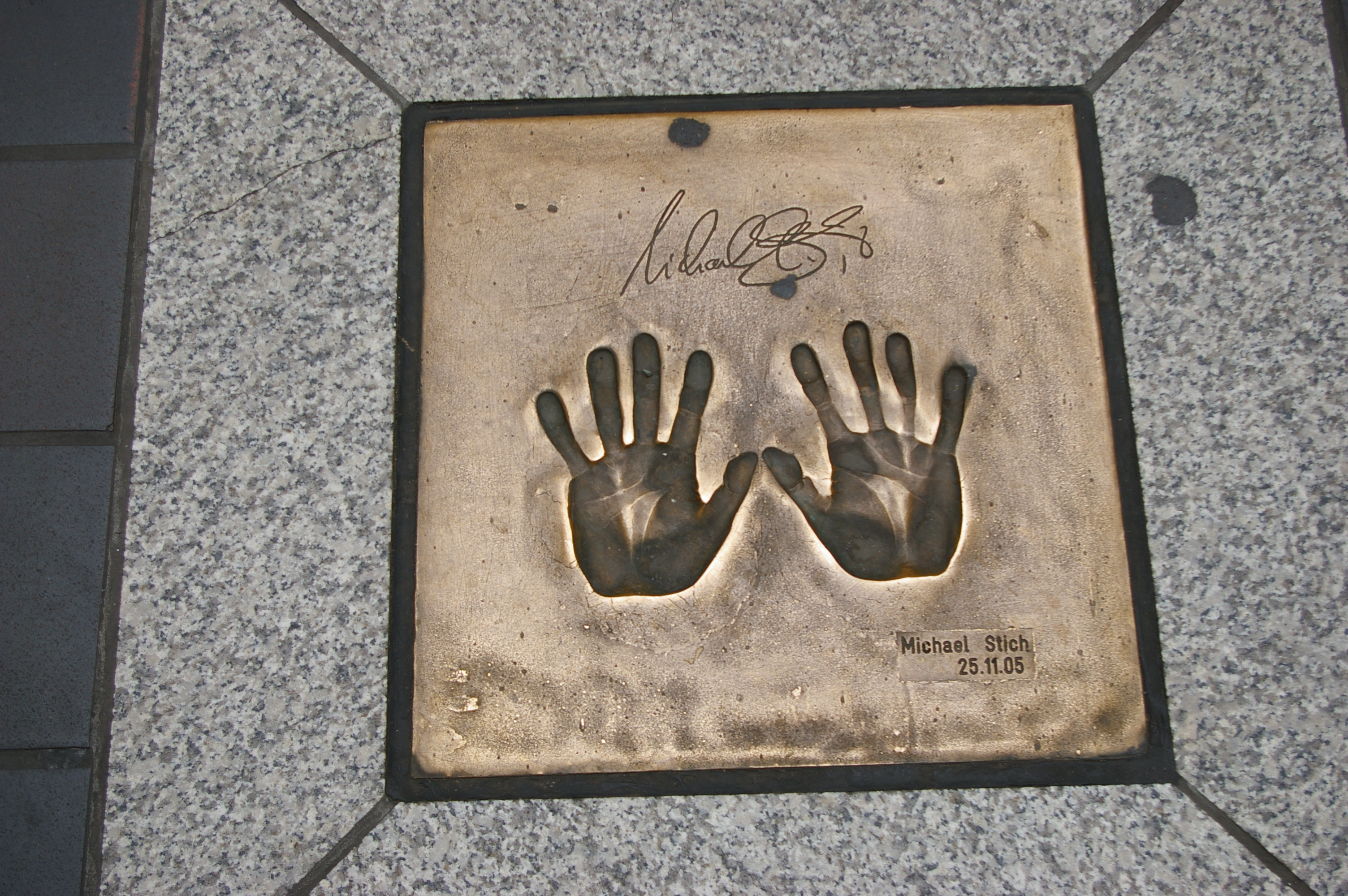
Bremen, Handabdruck in der Lloyd-Passage

Michael Stich, der jüngste von drei Brüdern, besuchte die Bismarckschule Elmshorn, er bestand dort 1988 sein Abitur. Stichs Vater Detlef war als gelernter Industriekaufmann beim TÜV angestellt, Mutter Gertrud war Sekretärin und dann Hausfrau.
Stich war vom 19. September 1992 bis September 2003 mit der Schauspielerin Jessica Stockmann verheiratet. Zusammen adoptierten sie im November 2000 ein damals einjähriges indisches Mädchen, zu dem Stich später keinen Kontakt mehr hatte. Zwei Wochen später gaben sie bekannt, dass sie seit dem Frühjahr getrennt lebten. Am 10. Juni 2005 heiratete er Alexandra Rikowski.
Stich ist Fan und Mitglied des Hamburger SV. Am 3. November 2005 wurde er in der Halbzeitpause des UEFA-Pokal-Spiels gegen Viking Stavanger als 30.000. Mitglied geehrt. Wenige Tage später erhielt er einen Handabdruck auf der Mall of Fame in Bremen.
Michael Stich arbeitet für den britischen TV-Sender BBC und für BBC Radio 5 Live als Tenniskommentator.
Regelmäßig nimmt er mit Erfolg an der Black Rock Tour of Champions teil, einer Seniorentour für ehemalige Grand-Slam-Sieger und Davis-Cup-Gewinner. Eine Zeitlang war er in der 2. Bundesliga Nord noch gemeinsam mit Henri Leconte für den schleswig-holsteinischen Tennisverein TC Logopak Hartenholm aktiv.
Bekannt wurde auch, dass sich Stich nicht nur für Kunst interessiert, sondern auch erstmals 2023 eigene Werke ausstellte. Stich widmet sich abstrakter Kunst und der Verwendung von Japanpapier.

## Erfolge
| Legende                   |
| Grand Slam (2)            |
| Olympische Spiele (1)     |
| ATP-Weltmeisterschaft (1) |
| Tennis Masters Series (3) |
| Championship Series (4)   |
| World Series (17)         |
| ATP Challenger Tour (6)   |

| Siege nach Belag |
| Hartplatz (7)    |
| Rasen (7)        |
| Sand (6)         |
| Teppich (8)      |

### Einzel

#### Turniersiege

##### ATP Tour
| Nr. | Datum             | Turnier           | Belag     | Finalgegner        | Ergebnis                 |
| --- | ----------------- | ----------------- | --------- | ------------------ | ------------------------ |
| 1.  | 4. März 1990      | Memphis           | Hartplatz | Wally Masur        | 6:75, 6:4, 7:61          |
| 2.  | 7. Juli 1991      | Wimbledon         | Rasen     | Boris Becker       | 6:4, 7:64, 6:4           |
| 3.  | 21. Juli 1991     | Stuttgart         | Sand      | Alberto Mancini    | 1:6, 7:69, 6:4, 6:2      |
| 4.  | 25. August 1991   | Schenectady       | Hartplatz | Emilio Sánchez     | 6:2, 6:4                 |
| 5.  | 20. Oktober 1991  | Wien              | Teppich   | Jan Siemerink      | 6:4, 6:4, 6:4            |
| 6.  | 14. Juni 1992     | Rosmalen          | Rasen     | Jonathan Stark     | 6:4, 7:5                 |
| 7.  | 13. Dezember 1992 | Grand Slam Cup    | Teppich   | Michael Chang      | 6:2, 6:3, 6:2            |
| 8.  | 21. Februar 1993  | Stuttgart         | Teppich   | Richard Krajicek   | 4:6, 7:5, 7:64, 3:6, 7:5 |
| 9.  | 9. Mai 1993       | Hamburg           | Sand      | Andrei Tschesnokow | 6:3, 6:71, 7:67, 6:4     |
| 10. | 13. Juni 1993     | Queen’s Club      | Rasen     | Wayne Ferreira     | 6:3, 6:4                 |
| 11. | 3. Oktober 1993   | Basel             | Hartplatz | Stefan Edberg      | 6:4, 6:75, 6:3, 6:2      |
| 12. | 31. Oktober 1993  | Stockholm         | Teppich   | Goran Ivanišević   | 4:6, 7:66, 7:63, 6:2     |
| 13. | 21. November 1993 | Frankfurt am Main | Teppich   | Pete Sampras       | 7:63, 2:6, 7:67, 6:2     |
| 14. | 27. Februar 1994  | Rotterdam         | Teppich   | Wayne Ferreira     | 4:6, 6:3, 6:0            |
| 15. | 1. Mai 1994       | München           | Sand      | Petr Korda         | 6:2, 2:6, 6:3            |
| 16. | 19. Juni 1994     | Halle             | Rasen     | Magnus Larsson     | 6:4, 4:6, 6:3            |
| 17. | 6. August 1995    | Los Angeles       | Hartplatz | Thomas Enqvist     | 6:77, 7:64, 6:2          |
| 18. | 25. Februar 1996  | Antwerpen         | Teppich   | Goran Ivanišević   | 6:3, 6:2, 7:67           |

##### Challenger Tour
| Nr. | Datum             | Turnier   | Belag       | Finalgegner      | Ergebnis |
| --- | ----------------- | --------- | ----------- | ---------------- | -------- |
| 1.  | 10. Dezember 1988 | Münster   | Teppich (i) | Alexander Wolkow | 6:3, 6:3 |
| 2.  | 12. März 1989     | Heilbronn | Teppich (i) | Michael Tauson   | 6:3, 6:2 |

#### Finalteilnahmen
| Nr. | Datum              | Turnier        | Belag         | Finalgegner        | Ergebnis                  |
| --- | ------------------ | -------------- | ------------- | ------------------ | ------------------------- |
| 1.  | 6. Januar 1991     | Adelaide       | Hartplatz     | Nicklas Kulti      | 3:6, 6:1, 2:6             |
| 2.  | 13. Januar 1991    | Sydney         | Hartplatz     | Guy Forget         | 3:6, 4:6                  |
| 3.  | 24. Februar 1991   | Memphis        | Hartplatz (i) | Ivan Lendl         | 5:7, 3:6                  |
| 4.  | 10. Mai 1992       | Hamburg        | Sand          | Stefan Edberg      | 7:5, 4:6, 1:6             |
| 5.  | 2. Mai 1993        | München (1)    | Sand          | Ivan Lendl         | 6:72, 3:6                 |
| 6.  | 25. Juli 1993      | Stuttgart      | Sand          | Magnus Gustafsson  | 3:6, 4:6, 6:3, 6:4, 4:6   |
| 7.  | 12. Dezember 1993  | Grand Slam Cup | Teppich (i)   | Petr Korda         | 6:2, 4:6, 6:7, 6:2, 9:11  |
| 8.  | 11. September 1994 | US Open        | Hartplatz     | Andre Agassi       | 1:6, 6:75, 5:7            |
| 9.  | 23. Oktober 1994   | Wien           | Teppich (i)   | Andre Agassi       | 6:74, 6:4, 2:6, 3:6       |
| 10. | 26. Februar 1995   | Stuttgart      | Teppich (i)   | Richard Krajicek   | 6:74, 3:6, 7:66, 6:1, 3:6 |
| 11. | 7. Mai 1995        | München (2)    | Sand          | Wayne Ferreira     | 5:7, 6:76                 |
| 12. | 25. Juni 1995      | Halle          | Rasen         | Marc Rosset        | 6:3, 6:711, 6:78          |
| 13. | 9. Juni 1996       | French Open    | Sand          | Jewgeni Kafelnikow | 6:74, 5:7, 6:74           |

### Doppel

#### Turniersiege

##### ATP Tour
| Nr. | Datum            | Turnier     | Belag     | Partner         | Finalgegner                     | Ergebnis                    |
| --- | ---------------- | ----------- | --------- | --------------- | ------------------------------- | --------------------------- |
| 1.  | 8. Oktober 1989  | Basel       | Hartplatz | Udo Riglewski   | Omar Camporese Claudio Mezzadri | 6:3, 4:6, 6:0               |
| 2.  | 6. Mai 1990      | München     | Sand      | Udo Riglewski   | Petr Korda Tomáš Šmíd           | 6:1, 6:4                    |
| 3.  | 17. Juni 1990    | Rosmalen    | Rasen     | Jakob Hlasek    | Jim Grabb Patrick McEnroe       | 7:6, 6:3                    |
| 4.  | 21. Oktober 1990 | Wien        | Teppich   | Udo Riglewski   | Jorge Lozano Todd Witsken       | 6:4, 6:4                    |
| 5.  | 24. Februar 1991 | Memphis     | Hartplatz | Udo Riglewski   | John Fitzgerald Laurie Warder   | 7:5, 6:3                    |
| 6.  | 26. April 1992   | Monte Carlo | Sand      | Boris Becker    | Petr Korda Karel Nováček        | 6:4, 6:4                    |
| 7.  | 5. Juli 1992     | Wimbledon   | Rasen     | John McEnroe    | Jim Grabb Richey Reneberg       | 5:7, 7:65, 3:6, 7:65, 19:17 |
| 8.  | 8. August 1992   | Barcelona   | Sand      | Boris Becker    | Wayne Ferreira Piet Norval      | 7:65, 4:6, 7:65, 6:3        |
| 9.  | 8. August 1993   | Los Angeles | Hartplatz | Wayne Ferreira  | Grant Connell Scott Davis       | 7:6, 7:6                    |
| 10. | 15. Juni 1997    | Halle       | Rasen     | Karsten Braasch | David Adams Marius Barnard      | 7:6, 6:3                    |

##### Challenger Tour
| Nr. | Datum         | Turnier   | Belag       | Partner       | Finalgegner                    | Ergebnis      |
| --- | ------------- | --------- | ----------- | ------------- | ------------------------------ | ------------- |
| 1.  | 23. Juli 1988 | Fürth     | Sand        | Martin Sinner | Wojciech Kowalski Adrian Marcu | 4:6, 6:3, 7:6 |
| 2.  | 30. Juli 1988 | Neu-Ulm   | Sand        | Martin Sinner | Heinz Günthardt Balázs Taróczy | 6:3, 6:4      |
| 3.  | 12. März 1989 | Heilbronn | Teppich (i) | Martin Sinner | George Cosac Adrian Marcu      | 4:6, 6:4, 7:6 |
| 4.  | 21. Mai 1989  | Salzburg  | Sand        | Martin Sinner | Brett Custer Simon Youl        | kampflos      |

#### Finalteilnahmen
| Nr. | Datum            | Turnier      | Belag         | Partner        | Finalgegner                  | Ergebnis      |
| --- | ---------------- | ------------ | ------------- | -------------- | ---------------------------- | ------------- |
| 1.  | 4. März 1990     | Memphis      | Hartplatz (i) | Udo Riglewski  | Darren Cahill Mark Kratzmann | 5:7, 2:6      |
| 2.  | 13. Mai 1990     | Hamburg (1)  | Sand          | Udo Riglewski  | Sergi Bruguera Jim Courier   | 6:7, 2:6      |
| 3.  | 26. August 1990  | Long Island  | Hartplatz     | Udo Riglewski  | Guy Forget Jakob Hlasek      | 6:2, 3:6, 4:6 |
| 4.  | 17. Februar 1991 | Philadelphia | Teppich (i)   | Udo Riglewski  | Rick Leach Jim Pugh          | 4:6, 4:6      |
| 5.  | 10. Mai 1992     | Hamburg (2)  | Sand          | Carl-Uwe Steeb | Sergio Casal Emilio Sánchez  | 7:5, 4:6, 3:6 |
| 6.  | 14. Juni 1992    | Rosmalen     | Rasen         | John McEnroe   | Jim Grabb Richey Reneberg    | 4:6, 7:6, 4:6 |

## Statistik (Einzel)
| Turnier                       | 1989  | 1990  | 1991  | 1992  | 1993  | 1994  | 1995  | 1996  | 1997  | Gesamt  |
| ----------------------------- | ----- | ----- | ----- | ----- | ----- | ----- | ----- | ----- | ----- | ------- |
| Australian Open               | –     | 3R    | 3R    | VF    | HF    | 1R    | 3R    | –     | 2R    | 16:7    |
| French Open                   | 2R    | 2R    | HF    | 3R    | AF    | 2R    | AF    | F     | –     | 22:8    |
| Wimbledon                     | 1R    | 3R    | S     | VF    | VF    | 1R    | 1R    | AF    | HF    | 25:8    |
| US Open                       | 1R    | 2R    | VF    | 2R    | 1R    | F     | AF    | 2R    | –     | 16:8    |
| Grand-Slam-Siege/-Niederlagen | 1:3   | 6:4   | 18:3  | 11:4  | 12:4  | 7:4   | 8:4   | 10:3  | 6:2   | 79:31   |
| Indian Wells Masters          | –     | –     | HF    | HF    | 1R    | –     | AF    | –     | –     | 8:4     |
| Miami Masters                 | –     | 2R    | AF    | –     | AF    | –     | 1R    | –     | –     | 5:4     |
| Monte Carlo Masters           | –     | 1R    | –     | VF    | 1R    | AF    | 1R    | –     | 2R    | 5:6     |
| Rom Masters                   | –     | –     | 1R    | 1R    | –     | VF    | –     | 2R    | –     | 4:4     |
| Hamburg Masters               | 1R    | 1R    | HF    | F     | S     | HF    | AF    | –     | 2R    | 18:7    |
| Canada Masters                | –     | 2R    | –     | –     | –     | –     | VF    | –     | –     | 3:2     |
| Cincinnati Masters            | –     | –     | –     | –     | VF    | HF    | HF    | –     | –     | 8:3     |
| Stockholm Masters             | –     | –     | 1R    | AF    | S     | VF    | –     | 2R¹   | –     | 9:4     |
| Paris Masters                 | –     | VF    | –     | AF    | VF    | 1R    | –     | 1R    | –     | 6:5     |
| ATP-Weltmeisterschaft         | –     | –     | RR    | –     | S     | –     | –     | –     | –     | 5:3     |
| Turnierteilnahmen             | 12    | 24    | 25    | 22    | 25    | 24    | 19    | 16    | 12    | 179     |
| Finalteilnahmen               | 0     | 1     | 7     | 3     | 9     | 5     | 4     | 2     | 0     | 31      |
| Titelgewinne                  | 0     | 1     | 4     | 2     | 6     | 3     | 1     | 1     | 0     | 18      |
| Hartplatz Siege/Niederlagen   | 0:2   | 20:10 | 30:10 | 13:8  | 17:7  | 15:9  | 23:8  | 2:4   | 1:4   | 121:62  |
| Sand Siege/Niederlagen        | 3:4   | 3:7   | 19:7  | 14:8  | 23:7  | 20:6  | 12:6  | 7:2   | 4:4   | 105:51  |
| Rasen Siege/Niederlagen       | 5:3   | 3:2   | 10:1  | 9:1   | 10:2  | 8:2   | 4:2   | 5:2   | 7:2   | 61:17   |
| Teppich Siege/Niederlagen     | 3:3   | 3:6   | 14:8  | 11:4  | 26:6  | 17:7  | 8:3   | 11:6  | 5:3   | 98:46   |
| Insgesamt Siege/Niederlagen   | 11:12 | 29:25 | 74:26 | 47:21 | 76:22 | 60:24 | 47:19 | 25:15 | 17:13 | 385:176 |
| Jahresendposition             | 100   | 42    | 4     | 15    | 2     | 9     | 12    | 16    | 64    | N/A     |

¹ fanden in Stuttgart statt